# Vizita (film american din 2015)
Vizita (în engleză The Visit) este un film american din 2015, regizat și producătorul de M. Night Shyamalan, în rolurile principale de Olivia DeJonge, Ed Oxenbould și Deanna Dunagan.